# Saproglyphidae
Saproglyphidae é uma família de aracnídeos da subclasse Acarina.